# Дилемма дикобразов
Диле́мма дикобра́зов, также диле́мма еже́й, — метафора в психологии, с помощью которой описывают присущее людям противоречие, возникающее в межличностных отношениях. Эта метафора, сочинённая Артуром Шопенгауэром, получила распространение во многом благодаря Зигмунду Фрейду, использовавшему её в своих работах. Несмотря на то, что в оригинале речь идёт именно о дикобразах, в переводе с немецкого на английский язык они стали ежами, и этот вариант закрепился не менее прочно.
Метафора также была использована в аниме Neon Genesis Evangelion и тетралогии Rebuild of Evangelion.

## Притча про дикобразов
Стадо дикобразов легло в один холодный зимний день тесною кучей, чтобы, согреваясь взаимной теплотою, не замерзнуть. Однако вскоре они почувствовали уколы от игл друг друга, что заставило их лечь подальше друг от друга. Затем, когда потребность согреться вновь заставила их придвинуться, они опять попали в прежнее неприятное положение, так что они метались из одной печальной крайности в другую, пока не легли на умеренном расстоянии друг от друга, при котором они с наибольшим удобством могли переносить холод. 
— Так потребность в обществе, проистекающая из пустоты и монотонности личной внутренней жизни, толкает людей друг к другу; но их многочисленные отталкивающие свойства и невыносимые недостатки заставляют их расходиться. Средняя мера расстояния, которую они наконец находят как единственно возможную для совместного пребывания, — это вежливость и воспитанность нравов. Тому, кто не соблюдает должной меры в сближении, в Англии говорят: «keep your distance»! Хотя при таких условиях потребность во взаимном тёплом участии удовлетворяется лишь очень несовершенно, зато не чувствуются и уколы игл.

— У кого же много собственной, внутренней теплоты, тот пусть лучше держится вдали от общества, чтобы не обременять ни себя, ни других.— Шопенгауэр, Артур. Полное собрание сочинений / В переводе и под редакцией Ю. И. Айхенвальда. — М.: Издание Д. П. Ефимова, 1904. — Т. 3. — С. 923.